# Reyhan Karaca
Reyhan Karaca (antes Reyhan Soykarcı) es una cantante turca.

## Eurovisión
Representó a Turquía en el Festival de la Canción de Eurovisión 1991, en Roma, Italia, junto a İzel Çeliköz y Can Ugurluer con la canción İki Dakika (dos minutos). Cantaron en la 10.ª posición y acabaron duodécimos con 44 puntos, siendo la segunda mejor representación de Turquía hasta ese momento.

## Discografía

### Álbumes
- Başlangıç (1993)
- Sevdik Sevdalandık (1997)
- Yaman Olacak (2000)
- Mesela (2003)
- İmza (2007)

### Sencillos
- "Sevmeyi Bilmeyen Adam" (2009)
- "Yeniden" (2010)
- "Yaz" (2012)
- "Hep Mi Dertliyiz" (2014)
- "Sobe" (2015)
- "Şans" (2015)
- "Kelebek" (2016)